# Santa Maria de Vilert
L'església parroquial de Santa Maria de Vilert centra el petit nucli rural de Vilert, situat al nord del terme municipal d'Esponellà, a la dreta del riu Fluvià. És una obra protegida com a bé cultural d'interès local.

## Història
L'any 844, l'església de Santa Maria fou reconeguda com a possessió del monestir de Banyoles. El rei Carles el Calb, (fill petit de l'emperador carolingi Lluís el Pietós), reconegué la propietat d'aquesta església, situada en un lloc que hauria estat vila romana: in «Sisteriano, domus Sancte Marie» l'any 866. Aquest reconeixement es repeteix en altres diplomes palatins carolingis dels anys 878 (Lluís el Tartamut) i 916 (Carles el Simple). El lloc de «Vi ladert» és esmentat el 966 en el testament del comte Sunifred de Cerdanya i Besalú, i el de «Villa erte» en un document del comte Miró, el 977.
Benet VIII, en la butlla del 1017, diu textualment: «in Cisteriano, que dicunt Villavert, ecclesia Sancte Marie cum ipsa parrochia». Urbà II escriu «Villa Azert» el 1096; l'any 1226 el rei Jaume I l'anomena «Villacerti». En el fogatge de Pere IV, de l'any 1359 hi trobem la denominació definitiva, Vilert.

## Arquitectura
L'església de Santa Maria de Vilert roman avui dia com una construcció d'una nau amb volta de canó ampliada a banda i banda per capelles laterals, i una segona nau alçada en reformes posteriors. L'absis és semicircular cobert amb quart d'esfera. Al costat de tramuntana hi ha un segon absis que forma, amb l'ampliació de migdia, una mena de creuer. Sobre aquesta ampliació hi ha un campanar, adossat al mur de migdia, que té la base buidada, és de planta quadrada i acabat amb una piràmide voltada per una balustrada. A la façana principal, a ponent, la portalada, que és d'arc de mig punt, correspon a una renovació del segle xvi com també la nau de migdia, que fou sobrealçada, i el cor. Els paraments indiquen diferents sectors constructius; la nau central, amb pedra de riu escairada de petites dimensions i junta sobresortida, l'absis de tramuntana amb el mateix tipus d'aparell disposat més toscament, i, finalment, la torre campaner amb pedra sorrenca ben tallada, en filades regulars i carreus d'uns 25/30 X 30/45 cm.
l'absis lateral fa pensar que la construcció primitiva constava d'una nau amb tres absis i creuer a la qual s'adossà posteriorment la torre campanar. No obstant, no es pot descartar que l'absis de migdia no s'hagués construït mai o fins i tot que el que hi ha a tramuntana s'afegís més tard. D'acord amb les característiques arquitectòniques, la nau i l'absis centrals es datarien al segle xi, l'absis de tramuntana en la mateixa època o una mica posterior i la torre campanar a la darreria del segle xii o ja al segle xiii.